# Die Russen kommen! Die Russen kommen!
Die Russen kommen! Die Russen kommen! (Originaltitel: The Russians Are Coming, the Russians Are Coming) ist eine Filmsatire von Norman Jewison. Der 1966 entstandene Film basiert auf dem gleichnamigen Roman (Originaltitel: The Off-Islanders, 1961) von Nathaniel Benchley. Die Produktion der Mirisch Corporation wurde von United Artists verliehen. In Deutschland kam der Film am 29. September 1966 in die Kinos.

## Handlung
Ein russisches U-Boot kreuzt vor der Ostküste der USA. Als sich dessen Kapitän Amerika näher ansehen will, strandet sein U-Boot auf einer Sandbank vor einer Insel Neuenglands.
Der Erste Offizier Rozanov erhält den Auftrag, ein Boot zu besorgen, das in der Lage ist, das U-Boot wieder freizuschleppen. Dies muss heimlich geschehen, da ansonsten eine internationale Krise provoziert werden könnte – von der Peinlichkeit ganz abgesehen. Rozanov und seine Männer gehen an Land. Sie erreichen ein alleinstehendes Haus, das der Schriftsteller Walt Whittaker für den Urlaub mit seiner Familie angemietet hat. Die russischen Seeleute, von denen nur Rozanov und Kolchin Englisch sprechen, geben sich als Norweger aus.
Als Whittaker den Trick durchschaut, zwingen ihn die Russen mit Waffengewalt zur Herausgabe seines Autos, um im nächsten Hafen ein Motorboot in ihre Gewalt zu bringen. Während Offizier Rozanov und acht Matrosen das Boot besorgen wollen, soll der eher sanftmütige Matrose Alexei Kolchin Whittaker samt Familie und die hinzugekommene hübsche Nachbarin Alison Palmer bewachen. Der Matrose Kolchin wird währenddessen vom Familienvater der Whittakers überwältigt. In Panik flieht der Matrose, der seine Waffe verloren hat, und versteckt sich in der Nähe des Hauses. Vater Whittaker macht sich mit dem Fahrrad auf den Weg zum Büro des Sheriffs.
In einem kleinen Ort versucht Rozanov ein Auto zu stehlen und wird entdeckt vom alten Postfräulein – das grade noch einen Telefonnotruf abgeben kann. Vorerst wollen Rozanov und die Matrosen eine Eskalation der Situation verhindern, daher kappen sie die Telefonverbindung der Westinsel zur Stadt. Als die Gruppe in der Stadt ankommt, muss sie jedoch feststellen, dass die Nachricht über ihre Anwesenheit sich bereits herumgesprochen hat. Allerdings geht die Bevölkerung davon aus, dass es sich um russische Fallschirmjäger handele. Am Hafen hat sich bereits ein bewaffneter Mob versammelt, weshalb Rozanovs Männer vorerst kein Boot besorgen können. Als sich das Gerücht verbreitet, die Russen hätten den Flugplatz der Insel eingenommen, machen sich der Sheriff und seine Leute mit der Mehrzahl der Einwohner bewaffnet auf den Weg dorthin.
Die Soldaten um Rozanov starten derweil ein Ablenkungsmanöver und stehlen ein Boot. Offizier Rozanov ist sich sicher, dass das U-Boot so freigeschleppt werden kann, und macht sich mit einem gestohlenen Auto auf den Weg, Kolchin abzuholen. Völlig unerwartet ist aber das U-Boot durch Bemühungen der Besatzung schon freigekommen und läuft in den Hafen der Stadt ein. Rozanovs Männer fahren weit ab von der Küste, damit die Bevölkerung das Boot nicht entdecken kann; zudem wurden sie von dem wütenden Mob beschossen.
Die Sache gerät aus den Fugen, als Sheriff Mattocks und der übereifrige Patriot Fendall Hawkins mit den bewaffneten Stadtbewohnern vom Flugplatz zurückkehren und das russische U-Boot im Hafen entdecken. Der Kapitän wiederum vermutet, die Einwohner würden seine abgängigen Matrosen gefangenhalten. Er bedroht Stadt und Einwohner mit dem Bordgeschütz des U-Boots, um seine Männer freizupressen. Davon unbeeindruckt erklärt ihn der sture Sheriff für verhaftet. So stehen sich Russen und Amerikaner im Zentrum der Stadt gegenüber, bis an die Zähne bewaffnet und bereit zum finalen Showdown.
Der Dritte Weltkrieg wird jedoch gerade noch einmal abgewendet. Ein kleiner Junge droht vom Kirchturm zu stürzen, er hängt an seinen Hosenträgern an der Dachrinne. Amerikaner und Russen tun sich nun zusammen, um den Kleinen zu retten. Nachdem sie mittels einer menschlichen Pyramide den Jungen schließlich gerettet haben, ist alle Feindschaft vergessen, und die Bürger helfen den Russen sogar mit einer Eskorte, ihr inzwischen flottgemachtes U-Boot vor sich nähernden Marine-Flugzeugen in Sicherheit zu bringen.

## Details
Die Handlung spielt eigentlich auf der Neuengland vorgelagerten fiktiven Insel „Gloucester Island“. Der Film wurde tatsächlich aber an der kalifornischen Küste in Mendocino gedreht und die Hafenszenen in einer kleinen Ortschaft südlich von Fort Bragg (Kalifornien). Durch die vertauschten Schauplätze (Ostküste/Westküste) musste der Sonnenaufgang (wird zu Beginn des Films gezeigt) daher zur Zeit des Sonnenuntergangs aufgenommen werden.
Das im Film verwendete U-Boot ist nur eine Attrappe. Die US Navy hatte sich geweigert, ein eigenes Boot zur Verfügung zu stellen und darüber hinaus verhindert, dass ein U-Boot sowjetischer Bauart zu den Filmaufnahmen gebracht werden konnte. So war das Filmstudio gezwungen, ein eigenes Boot zu „erfinden“: Dieses war in vier Teile geteilt, wobei jedes Teil einen eigenen Antriebsmotor hatte.

## Besondere Werbemaßnahme in Hamburg
Der Film wurde zur Hochzeit des Kalten Krieges gedreht und veröffentlicht. Dies wollte der Filmverleih United Artists zum Filmstart in Deutschland ausnutzen. Man ließ daher eine Gruppe von Personen in russischen Militäruniformen unter Führung des Pressepromoters Klaas Akkermann durch die Hamburger Innenstadt spazieren.
Die Hoffnung war, dass eine Gruppe von anscheinend russischen Soldaten mitten im Kalten Krieg in Hamburg einen Aufruhr hervorrufen würden, ähnlich zur Filmhandlung. Die sprichwörtliche norddeutsche Gelassenheit der Hamburger verhinderte das allerdings.

## Kritiken
Obwohl er dem Anschein nach nur routinierten Sitcom-Humor bietet, war der Film bei seinem Erscheinen enorm populär. Die hervorragend gespielte Satire ist in weiten Teilen auf naive Weise um den Abbau von Vorurteilen in Bezug auf Ost-West-Feindbilder bemüht.
(Zusammengefasst aus Lexikon des internationalen Films und All Movie Guide)

## Auszeichnungen
Trotz zahlreicher Nominierungen gewann Die Russen kommen! Die Russen kommen! nur zwei Auszeichnungen:
- 1966: Golden Globe Award  in der Kategorie Beste Komödie/Bestes Musical
- 1966: Golden Globe Award für Alan Arkin in der Kategorie Bester Darsteller Komödie/Musical

Nominierungen 1966
- New York Film Critics Circle – Bester Darsteller: Alan Arkin
- Directors Guild of America – Beste Regie: Norman Jewison
- Golden Globe – Newcomer des Jahres, männlich: Alan Arkin, John Phillip Law
- Golden Globe – Bestes Drehbuch: William Rose
- Oscar – Bester Hauptdarsteller: Alan Arkin
- Oscar – Bestes adaptiertes Drehbuch: William Rose
- Oscar – Bester Schnitt: Hal Ashby, J. Terry Williams
- Oscar – Bester Film
- National Board of Review – Bester Film